# 忠州市

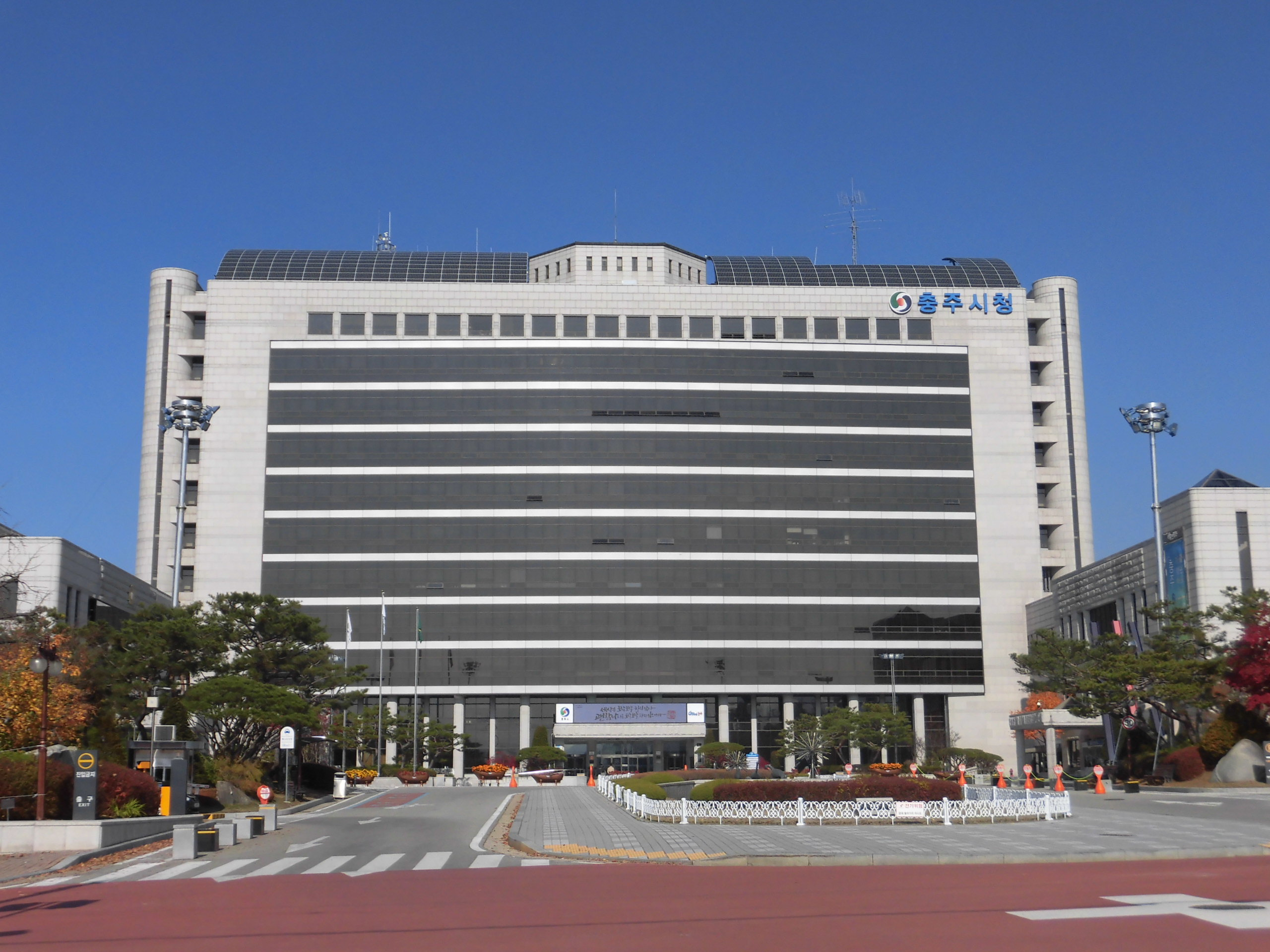
忠州市庁

忠州市（チュンジュし）は、大韓民国忠清北道の市。道庁所在地の清州市に続く道内第2の都市である。朝鮮王朝時代には忠清道の中心であった。忠清は忠州と清州を意味する。市のブランドイメージは「Good Chungju」で、Goodの部分はGreat Opportunity Open Developmentを意味する。

## 地理
忠清北道北部に位置し、南漢江の上流を占める。韓国有数の温泉地である水安堡温泉がある。リンゴの特産地。
市の東部には1985年に完成した忠州ダムがあり、それによって出現した忠州湖がある。

## 歴史

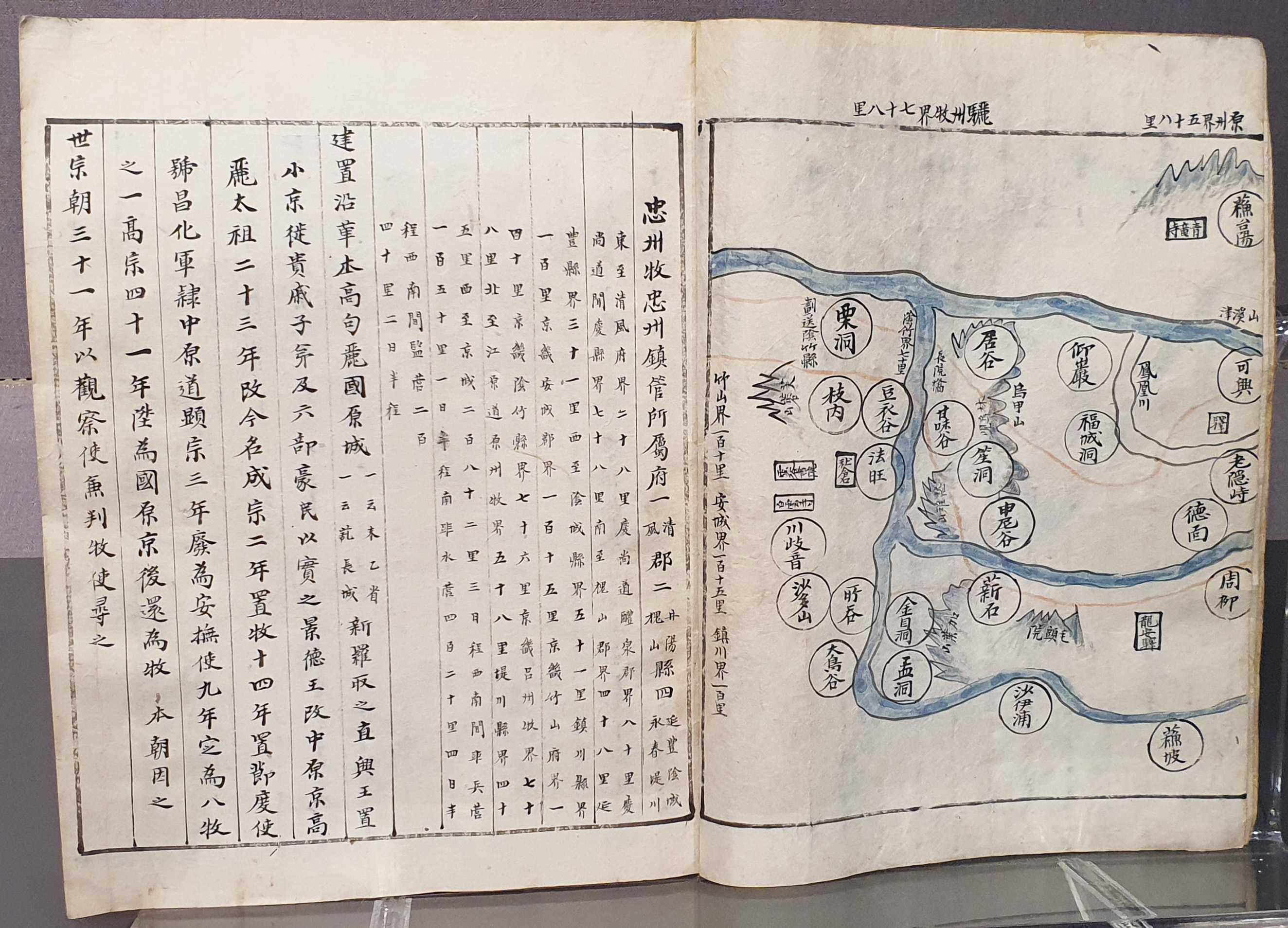
《忠州邑誌》

高句麗の国原城があり、新羅時代の呼称である中原の名でも知られる。
- 550年 - 新羅、国原城を領有。
- 557年 - 国原を小京とする。
- 685年 - 中原小京を設置。
- 757年 - 中原京に改称。
- 940年 - 高麗、忠州府と改称。
- 983年 - 忠州牧に昇格。
- 995年 - 中原道設置。
- 1018年 - 忠州牧復活。
- 1254年 - 国原京に改称。
- 1395年 - 朝鮮王朝、忠清道を設置し、監営を忠州に置く。
- 1592年 - 文禄の役にて小西行長軍が朝鮮軍に大勝（弾琴台の戦い）。
- 1895年 - 八道制から二十三府制となったことにより、忠州府観察使が置かれる。忠州牧は忠州郡となる。
- 1896年 - 旧忠清道を南北に分割し、忠清北道観察使を忠州に置く。
- 1906年 - 金目面・法旺面が陰城郡に編入。
- 1908年 - 忠清北道観察使を清州に移す。

### 忠州市
- 1956年7月8日 - 忠州郡忠州邑が忠州市に昇格。[2]
- 1987年1月1日 - 中原郡乷味面木伐里を編入[3]。
- 1989年1月1日 - 中原郡利柳面万井里の一部が龍頭洞に編入。[4]
- 1995年
  - 1月1日 - 忠州市・中原郡が合併し、改めて忠州市が発足。[5]（13面）
  - 3月2日 - 周徳面が周徳邑に昇格。（1邑12面）
- 1996年8月22日 - 薪尼面の一部が周徳邑に編入。（1邑12面）
- 2005年4月1日 - 上芼面が水安堡面に改称。（1邑12面）
- 2012年1月1日 - 利柳面が大召院面に改称。[6]（1邑12面）
- 2014年2月1日 - 可金面が中央塔面に改称。（1邑12面）

### 中原郡（忠州郡）
- 1906年 - 金目面・法旺面・川岐面・豆衣谷面・笙洞面・甘味谷面・居谷面[7]を陰城郡に編入。
- 1914年4月1日 - 郡面併合により、忠州郡のうち、甘勿面・栗池面が槐山郡に、蘇坡面・沙伊面が陰城郡に、徳山面が堤川郡にそれぞれ編入。忠州郡に以下の面が成立。（13面）
  - 邑内面・周徳面・乷味面・利柳面・薪尼面・老隠面・仰城面・可金面・金加面・東良面・山尺面・厳政面・蘇台面

| 朝鮮総督府令第111号 |            | |
| 旧行政区画          | 新行政区画 | 新行政区画                                                                                               |
| 忠州郡北邊面        | 邑内面     | 교현리、금릉리、목행리、봉방리、안림리、연수리、용탄리、종민리、칠금리                                   |
| 忠州郡南邊面        | 邑内面     | 가주리、단월리、달천리、용관리、용두리、용산리、읍내리、직동리、풍동리、호암리                           |
| 忠州郡申尼面        | 薪尼面     | 모남리、문락리、문숭리、신청리、화석리                                                                   |
| 忠州郡薪石面        | 薪尼面     | 견학리、광월리、대화리、마수리、용원리、선당리、송암리、원평리、화안리                                   |
| 忠州郡利安面        | 利柳面     | 검단리、금곡리、대소리、본리、영평리、완오리、장성리                                                     |
| 忠州郡柳等面        | 利柳面     | 두정리、만정리、매현리、문주리、탄용리、하문리                                                           |
| 忠州郡周柳面        | 周徳面     | 대곡리、삼청리、신양리、신중리、창전리                                                                   |
| 忠州郡徳面          | 周徳面     | 당우리、덕련리、사락리、장록리、제내리、화곡리                                                           |
| 忠州郡可興面        | 可金面     | 가흥리、봉황리、장천리                                                                                   |
| 忠州郡金遷面        | 可金面     | 누암리、용전리、창동리、탑평리、하구암리                                                                 |
| 忠州郡加次面        | 金加面     | 도촌리、사암리、잠병리、하담리                                                                           |
| 忠州郡金生面        | 金加面     | 매하리、문산리、오석리、원포리、월상리、유송리                                                           |
| 忠州郡仰岩面        | 仰城面     | 강천리、단암리、모점리、목미리、영죽리、중전리                                                           |
| 忠州郡福城面        | 仰城面     | 능암리、돈산리、용대리、용포리、마련리、사미리、본평리、조천리、지당리                                   |
| 忠州郡東良面        | 東良面     | 용교리、대전리, 조동리、손동리、화암리、지동리、하천리                                                   |
| 忠州郡老隱面        | 老隱面     | 가신리、대덕리、문성리、법동리、수룡리、신효리、안락리、연하리                                           |
| 忠州郡蘇台面        | 蘇台面     | 오량리、중청리、복탄리、덕은리、주치리、구룡리、야동리、동막리、양촌리                                   |
| 忠州郡山尺面        | 山尺面     | 명서리、석천리、송강리、영덕리、원월리                                                                   |
| 忠州郡嚴政面        | 嚴政面     | 가춘리、괴동리、논강리、목계리、미내리、신만리、용산리、원곡리、유봉리、율능리、추평리                   |
| 忠州郡乷味面        | 乷味面     | 세성리、문화리、재오개리、무릉리、신당리、신매리、공이리、내사리、용천리、설운리、향산리、문강리、토계리 |
- 1917年10月1日 - 邑内面が忠州面に改称。（13面）
- 1931年4月1日 - 忠州面が忠州邑に昇格し日本式地名を付与。[8]（1邑12面）
- 1956年7月8日
  - 忠州邑が忠州市に昇格。[2]
  - 忠州郡が中原郡に改称。（12面）
- 1963年1月1日 - 上芼面を槐山郡から移管。[9]（13面）
- 1973年7月1日（13面）[10]
  - 利柳面河文里が槐山郡仏頂面に編入。
  - 薪尼面広越里無愁村が陰城郡陰城邑に編入。
- 1987年1月1日（13面）[3]
  - 乷味面木伐里が忠州市に編入。
  - 堤原郡寒水面沙器里・鳴梧里・瑞雲里・浦灘里・咸岩里・好雲里が東良面に編入。
- 1989年1月1日（13面）
  - 利柳面万井里の一部が忠州市龍頭洞に、山尺面院月里鷹坪村・院西村・梅村村・大月村・小月村・才峴村・佳亭村が堤原郡白雲面にそれぞれ編入。[4]
  - 上芼面文江里・土界里が乷味面に編入。[11]
- 1995年1月1日 - 忠州市・中原郡が合併し、改めて忠州市が発足。中原郡消滅。[5]

## 行政

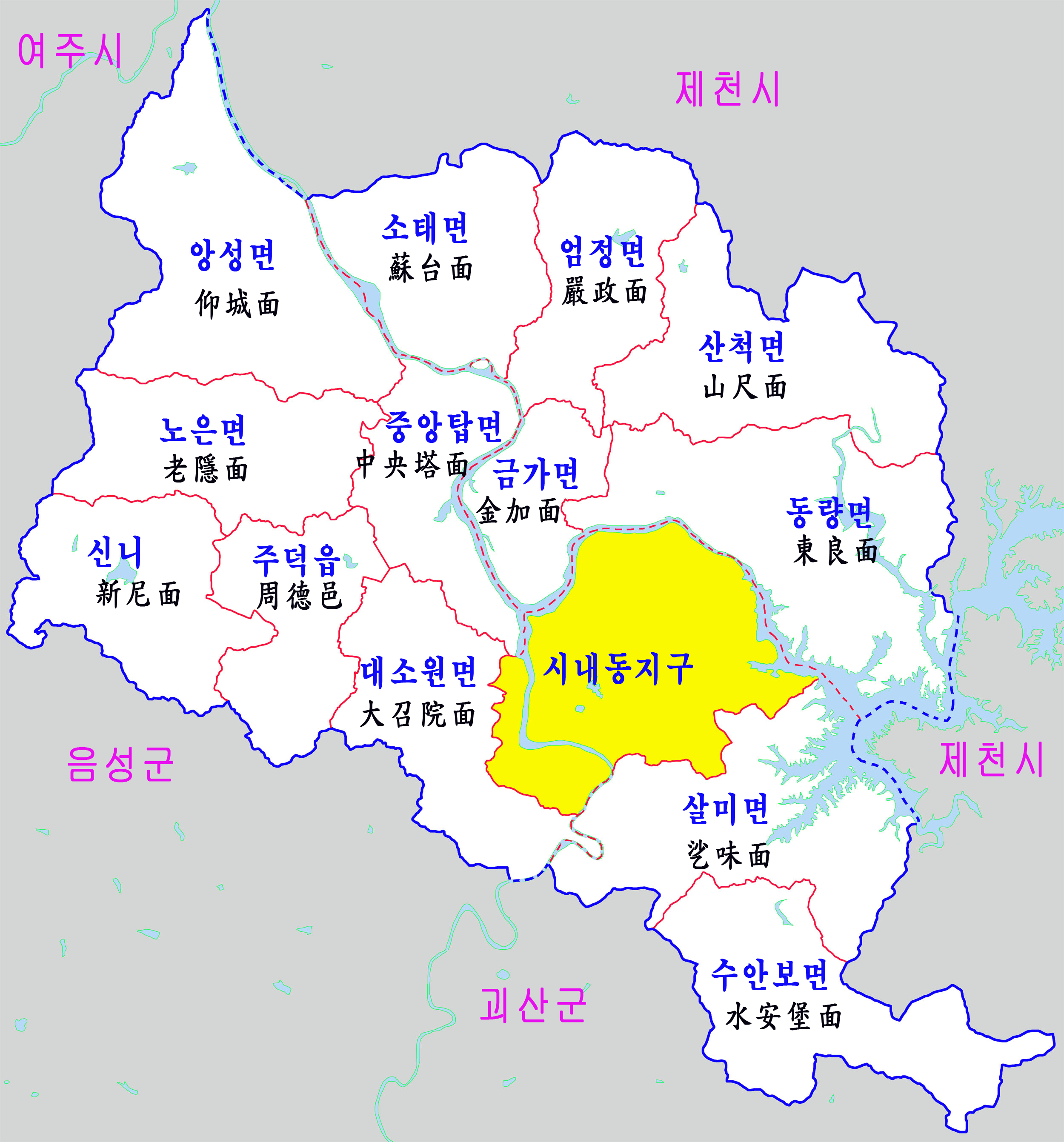
行政区域図

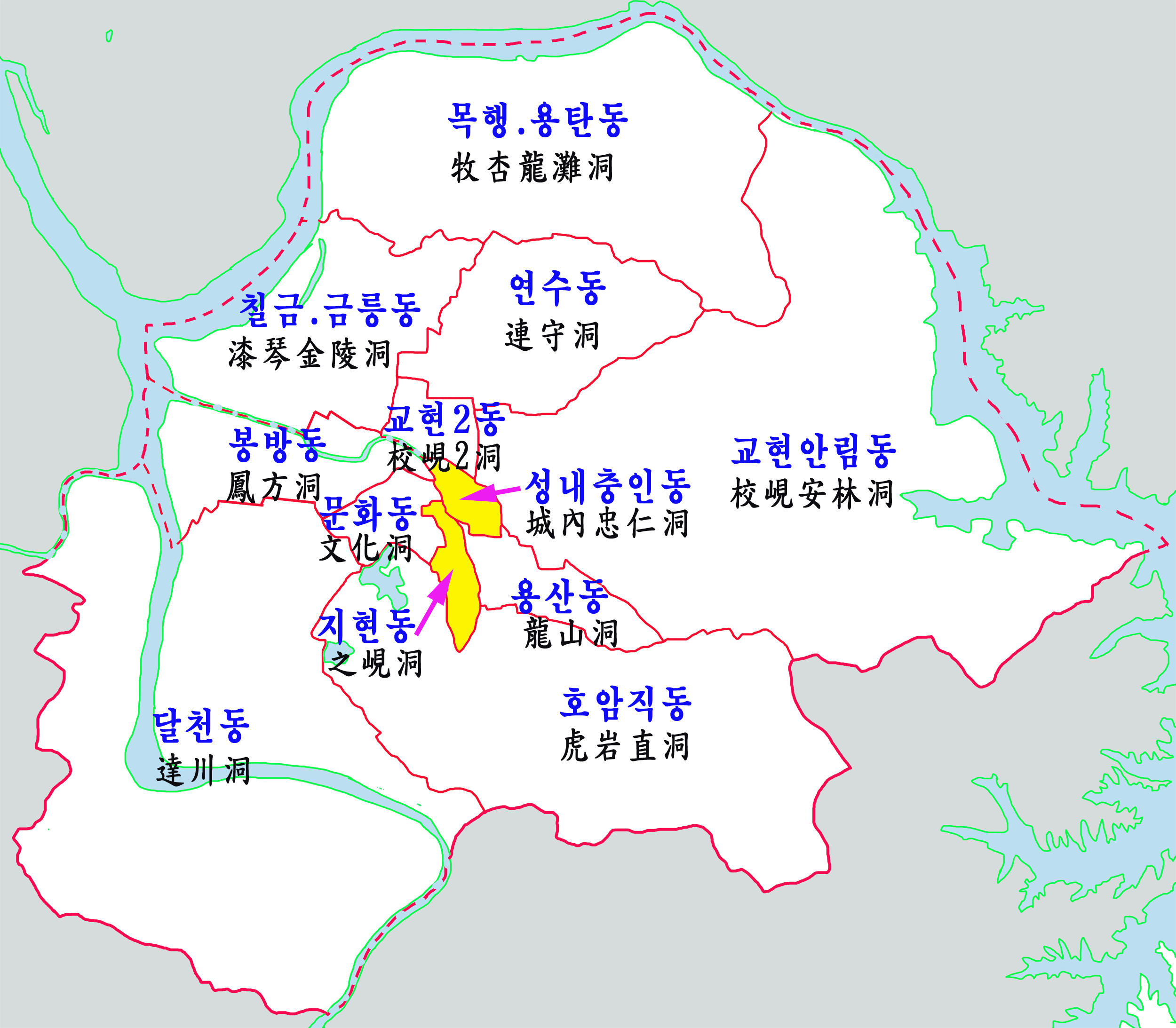
中心市街地の行政区域図

### 行政区域
| 行政洞・邑・面 | 法定洞・法定里 |
| -------------- | --- |
| 城内・忠仁洞   | 城内洞、城南洞、城西洞、忠仁洞、忠義洞                                                                                 |
| 校峴・安林洞   | 校峴洞、宗民洞、安林洞、木伐洞                                                                                         |
| 校峴2洞        | 校峴洞 |
| 龍山洞         | 龍山洞 |
| 之峴洞         | 之峴洞 |
| 文化洞         | 文化洞 |
| 虎岩・直洞     | 虎岩洞、直洞 |
| 達川洞         | 丹月洞、楓洞、佳洲洞、龍観洞、龍頭洞、達川洞                                                                           |
| 鳳方洞         | 鳳方洞 |
| 漆琴・金陵洞   | 漆琴洞、金陵洞 |
| 連守洞         | 連守洞 |
| 牧杏・龍灘洞   | 牧杏洞、龍灘洞 |
| 周徳邑         | 新陽里、倉田里、大谷里、三清里、新中里、花谷里、社楽里、堤内里、長彔里、徳蓮里、堂隅里                                 |
| 乷味面         | 洗星里、文化里、才五介里、武陵里、新塘里、新梅里、公耳里、乃沙里、龍川里、雪云里、香山里、文江里、土界里               |
| 大召院面       | 大召里、金谷里、長城里、万井里、豆井里、炭用里、梅峴里、文周里、検丹里、完五里、本里、永平里                           |
| 薪尼面         | 龍院里、化石里、新清里、文崇里、文楽里、毛南里、広越里、大花里、松岩里、仙堂里、院坪里、馬水里、花顔里、見鶴里         |
| 老隠面         | 佳新里、大徳里、文城里、法洞里、水龍里、新孝里、安楽里、蓮河里                                                         |
| 仰城面         | 江泉里、陵岩里、丹岩里、敦山里、馬蓮里、毛店里、木尾里、本坪里、沙美里、永竹里、龍垈里、龍浦里、釣川里、中田里、智堂里 |
| 中央塔面       | 可興里、楼岩里、鳳凰里、龍田里、長川里、倉洞里、塔坪里、下九岩里                                                       |
| 金加面         | 岑屏里、月上里、荷潭里、島村里、沙岩里、梅下里、文山里、遊松里、梧石里、遠浦里                                         |
| 東良面         | 大田里、鳴梧里、沙器里、瑞雲里、遜洞里、龍橋里、早洞里、紙洞里、浦灘里、荷川里、咸岩里、好雲里、花岩里                 |
| 山尺面         | 明西里、石川里、松江里、永徳里                                                                                         |
| 厳政面         | 佳春里、槐東里、論江里、牧渓里、美内里、新万里、龍山里、院谷里、柳峰里、栗陵里、楸坪里                                 |
| 蘇台面         | 五良里、中青里、福灘里、徳隠里、周峙里、九龍里、冶洞里、東幕里、陽村里                                                 |
| 水安堡面       | 温泉里、古云里、安堡里、花泉里、寺門里、弥勒里、中山里、水回里                                                         |

### 警察
- 忠州警察署

### 消防
- 忠州消防署

## 気候
- 最高気温極値37.9℃（1994年7月25日）
- 最低気温極値-28.5℃（1981年1月5日）

| 忠州市の気候                                                | 忠州市の気候  | 忠州市の気候 | 忠州市の気候 | 忠州市の気候 | 忠州市の気候 | 忠州市の気候  | 忠州市の気候   | 忠州市の気候   | 忠州市の気候 | 忠州市の気候 | 忠州市の気候 | 忠州市の気候 | 忠州市の気候     |
| 月                                                          | 1月           | 2月          | 3月          | 4月          | 5月          | 6月           | 7月            | 8月            | 9月          | 10月         | 11月         | 12月         | 年               |
| ----------------------------------------------------------- | ------------- | ------------ | ------------ | ------------ | ------------ | ------------- | -------------- | -------------- | ------------ | ------------ | ------------ | ------------ | ---------------- |
| 最高気温記録 °C （°F）                                      | 13.8 (56.8)   | 22.3 (72.1)  | 25.1 (77.2)  | 33.5 (92.3)  | 34.7 (94.5)  | 35.6 (96.1)   | 37.9 (100.2)   | 40.0 (104)     | 33.7 (92.7)  | 30.1 (86.2)  | 25.5 (77.9)  | 16.5 (61.7)  | 40.0 (104)       |
| 平均最高気温 °C （°F）                                      | 2.5 (36.5)    | 5.8 (42.4)   | 11.9 (53.4)  | 19.2 (66.6)  | 24.5 (76.1)  | 28.0 (82.4)   | 29.7 (85.5)    | 30.3 (86.5)    | 26.0 (78.8)  | 20.2 (68.4)  | 12.3 (54.1)  | 4.5 (40.1)   | 17.9 (64.2)      |
| 日平均気温 °C （°F）                                        | −3.2 (26.2)   | −0.5 (31.1)  | 5.3 (41.5)   | 11.9 (53.4)  | 17.5 (63.5)  | 22.1 (71.8)   | 24.9 (76.8)    | 25.2 (77.4)    | 19.9 (67.8)  | 12.9 (55.2)  | 5.7 (42.3)   | −1.3 (29.7)  | 11.7 (53.1)      |
| 平均最低気温 °C （°F）                                      | −8.3 (17.1)   | −6.1 (21)    | −0.9 (30.4)  | 4.8 (40.6)   | 10.9 (51.6)  | 16.8 (62.2)   | 21.1 (70)      | 21.3 (70.3)    | 15.2 (59.4)  | 7.1 (44.8)   | 0.3 (32.5)   | −6.2 (20.8)  | 6.3 (43.3)       |
| 最低気温記録 °C （°F）                                      | −28.5 (−19.3) | −23.0 (−9.4) | −13.9 (7)    | −5.6 (21.9)  | 1.4 (34.5)   | 7.5 (45.5)    | 11.7 (53.1)    | 11.4 (52.5)    | 2.6 (36.7)   | −5.9 (21.4)  | −11.6 (11.1) | −21.9 (−7.4) | −28.5 (−19.3)    |
| 降水量 mm （inch）                                          | 20.0 (0.787)  | 29.4 (1.157) | 41.5 (1.634) | 73.8 (2.906) | 87.4 (3.441) | 134.7 (5.303) | 293.3 (11.547) | 273.0 (10.748) | 140.2 (5.52) | 56.7 (2.232) | 39.4 (1.551) | 24.9 (0.98)  | 1,214.3 (47.807) |
| 平均降水日数 （≥0.1 mm）                                    | 6.6           | 6.3          | 8.1          | 8.8          | 8.7          | 9.1           | 16.7           | 14.5           | 9.5          | 6.2          | 8.2          | 7.4          | 110.1            |
| % 湿度                                                      | 67.0          | 62.2         | 58.1         | 55.1         | 59.5         | 65.8          | 75.1           | 75.5           | 74.9         | 73.6         | 70.8         | 69.6         | 67.3             |
| 平均月間日照時間                                            | 163.5         | 171.8        | 199.8        | 214.3        | 233.3        | 198.2         | 142.0          | 164.6          | 169.0        | 185.5        | 145.9        | 150.8        | 2,138.7          |
| 出典：韓国気象庁 (平均値：1991年-2020年、極値：1972年-現在) |               |              |              |              |              |               |                |                |              |              |              |              |                  |

## 交通

### 鉄道
- 韓国鉄道公社
  - 忠北線：周徳駅 - 達川駅 - 忠州駅 - 牧杏駅 - 東良駅 - 三灘駅
  - 中部内陸線：仰城温泉駅 - 金加信号場 - 忠州駅 - 乷味駅 - 水安保温泉駅

### バス
- 忠州共用バスターミナル 忠州駅より北北東に900mに位置する。高速バスは、ソウル高速バスターミナルへ15～30分間隔、東ソウルバスターミナルへ20分間隔で運行し、所要時間は1時間40分。その他大邱などへの便がある。市外バスは、清州行きが20分間隔で運行され、所要時間は1時間30分。大田行きが40～80分間隔で運行で、所要時間1時間30分。その他仁川国際空港・金浦国際空港・原州・堤川・水原・釜山などへの便がある。

### 道路
- 中部内陸高速道路（45号線）
  - JCT予定地 - 忠州インターチェンジ - 忠州サービスエリア - 北忠州インターチェンジ

## 教育

### 大学
- 韓国交通大学校
- 建国大学校忠州キャンパス

## スポーツ
忠州弾琴湖国際ボート場は2013年に世界ボート選手権の会場となった。
サッカーでは忠州ヒュンメルFCが2010年から本拠地とし、2013年にはKリーグチャレンジに参入して、忠清北道初のKリーグクラブとなったが2016年限りで解散。また、2017年に設立された忠州市民FC（後にFC忠州に改名）が本拠地としてK4リーグに参戦していたが、縁故地（ホームタウン）協約の満了に伴い京畿道漣川郡と新たに縁故地協約を結んで移転してしまっており、長期に渡って存続するクラブが存在しない。

## メディア

### テレビ・ラジオ
- KBS忠州放送局
- 忠州文化放送（忠州MBC）

- 民放テレビは清州放送（CJB）のサービスエリアで、忠州には支社がある。

### ラジオ
忠州市を本拠とするラジオ専業局はないが、下記の局の中継局が存在する。
- 韓国交通放送 大田本部

## 国際交流
姉妹都市
- 神奈川県湯河原町（日本）
- 台中市（台湾）

友好協力都市
- 東京都武蔵野市（日本）
- ネバダ州ラスベガス（米国）
- 黒竜江省大慶市（中国）